# 羅斯巴 (伊利諾伊州)
羅斯巴德（英語：Rosebud）是位於美國伊利諾伊州波普縣的一個非建制地區。該地的面積和人口皆未知。

## 地理
羅斯巴德的座標為37°16′42″N 88°35′02″W / 37.27833°N 88.58389°W，而該地的平均海拔高度為175米（即574英尺）。